# Frederik III van Neurenberg
Frederik III van Neurenberg (circa 1220 - Cadolzburg, 14 augustus 1297) was van 1261 tot aan zijn dood burggraaf van Neurenberg. Hij behoorde tot het huis Hohenzollern. 

## Levensloop
Hij was de oudste zoon van burggraaf Koenraad I van Neurenberg en Adelheid van Frontenhausen.
Frederik III was de eigenaar van de bezittingen van de Hohenzollern in het westen van Neurenberg rond het kasteel van Cadolzburg. In 1248 kreeg hij van de graven van Andechs het gebied rond de stad Bayreuth, wat echter tot een conflict leidde met de andere adellijke huizen die aanspraak maakten op Bayreuth. Na de dood van zijn vader werd hij in 1261 ook burggraaf van Neurenberg. In deze functie probeerde hij om de Frankische invloed in het gebied te verminderen, met hevig verzet van de bisschoppen van Würzburg en Bamberg als gevolg.
In 1273 gaf hij bij de verkiezing van de Rooms-Duitse koning zijn beslissende stem aan Rudolf I van Habsburg. Rudolf I werd verkozen en als dank kreeg Frederik III de titel keurvorst en werd hij herbevestigd als burggraaf van Neurenberg. Ook werd Frederik III het koninklijke district Franconië toevertrouwd en nam hij deel aan de oorlog tegen koning Ottokar II van Bohemen, die de verkiezing van Rudolf I weigerde te erkennen. De reden dat Frederik III deelnam, was omdat hij met Bohemen een grensconflict had over het Egerland. In 1278 was Frederik III aanwezig bij de slag bij Dürnkrut, waarbij Ottokar II verslagen werd en sneuvelde. In het daaropvolgende vredesverdrag gingen Wunsiedel, Erlangen en Arzberg naar het huis Hohenzollern.
In 1297 overleed hij.

## Huwelijken en nakomelingen
Frederik III huwde eerst met Elisabeth van Andechs-Meranië, dochter van hertog Otto I van Meranië. Ze kregen volgende kinderen:
- Johan (overleden rond 1262), vermoord
- Sigismund (overleden rond 1262), vermoord
- Maria (overleden voor 1299), huwde rond 1263 met graaf Lodewijk V van Öttingen
- Adelheid (overleden rond 1307), huwde rond 1273 met graaf Hendrik II van Castell
- Elisabeth (overleden in 1288), huwde rond 1280 met graaf Everhard II van Schlüßlberg en rond 1285 met graaf Godfried II van Hohenlohe

Na de dood van zijn eerste vrouw huwde Frederik III in 1280 met Helena, dochter van hertog Albrecht I van Saksen. Ze kregen volgende kinderen:
- Johan I (circa 1279-1300), burggraaf van Neurenberg
- Frederik IV (1287-1332), burggraaf van Neurenberg
- Anna (overleden na 1355), huwde rond 1297 met graaf Emico I van Nassau-Hadamar